# Lijst van burgemeesters van Akersloot
Dit is een lijst van burgemeesters van de voormalige Nederlandse gemeente Akersloot tot deze op 1 januari 2002 opging in de (nieuwe) gemeente Castricum.
| Ambtsperiode | Naam burgemeester              | Partij of stroming | Bijzonderheden                                        |
| ------------ | ------------------------------ | ------------------ | ----------------------------------------------------- |
| 18??- 18??   | ??                             |                    |                                                       |
| 18??- 1850   | Jan Schoehuizen                |                    |                                                       |
| 1850         | J. Blokker                     |                    |                                                       |
| 1850 - 1852  | P. de Jong Hzn.                |                    |                                                       |
| 1852 - 1882  | Adrianus van Lith              |                    |                                                       |
| 1882 - 1890  | J. van der Oord                |                    |                                                       |
| 1890 - 1923  | J. Hennes                      |                    |                                                       |
| 1923 - 1957  | Gerard (G.J.J.) van den Heuvel |                    |                                                       |
| 1958 - 1982  | Jan (J.H.M.) de Sonnaville     | KVP / CDA          |                                                       |
| 1982 - 1989  | Nico (N.P.M.) Schoof           | D66                | tevens waarnemend burgemeester van Limmen (1985-1989) |
| 1990 - 2002  | Hans (J.F.N.) Cornelisse       | CDA                |                                                       |